# خینالیق

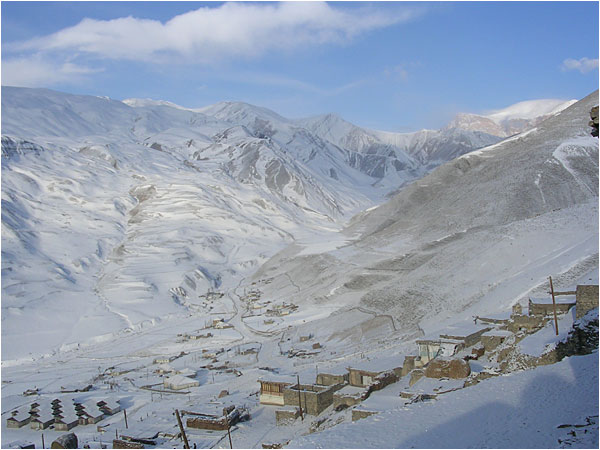

خینالیق روستایی تاریخی در شمال شرقی جمهوری آذربایجان است که پیشینه آن به دوران پادشاهی آلبانیای قفقاز بازمی‌گردد. این روستا روی کوه‌های شهرستان قوبا قرار دارد. این روستا همچنین یکی از دورترین و سخت دسترس‌ترین نقاط در قفقاز است. این روستا ۲۰۰۰ نفر جمعیت دارد. تعداد اندکی از بومیان منطقه به زبان خینالیقی که از خانواده زبان‌های قفقاز شمال شرقی می‌باشد سخن می‌گویند؛ همچنین دیگر ساکنان به زبان ترکی آذربایجانی تکلم می‌کنند. این منطقه قدمت بسیار زیادی دارد و مملو از آثار هندوها و بوداییان است و همچنین آثار بسیاری از دین زرتشت در این منطقه وجود دارد.

## نگارخانه

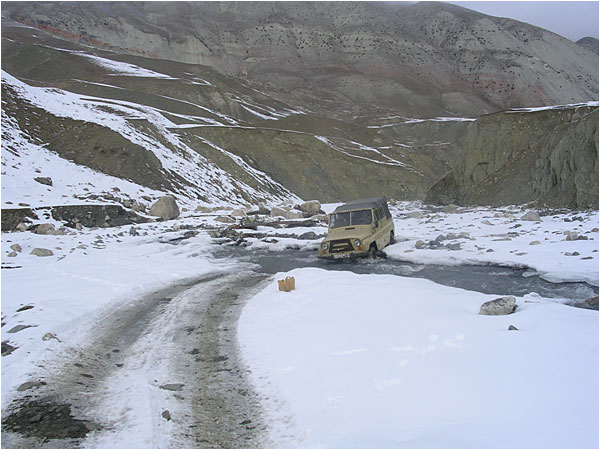
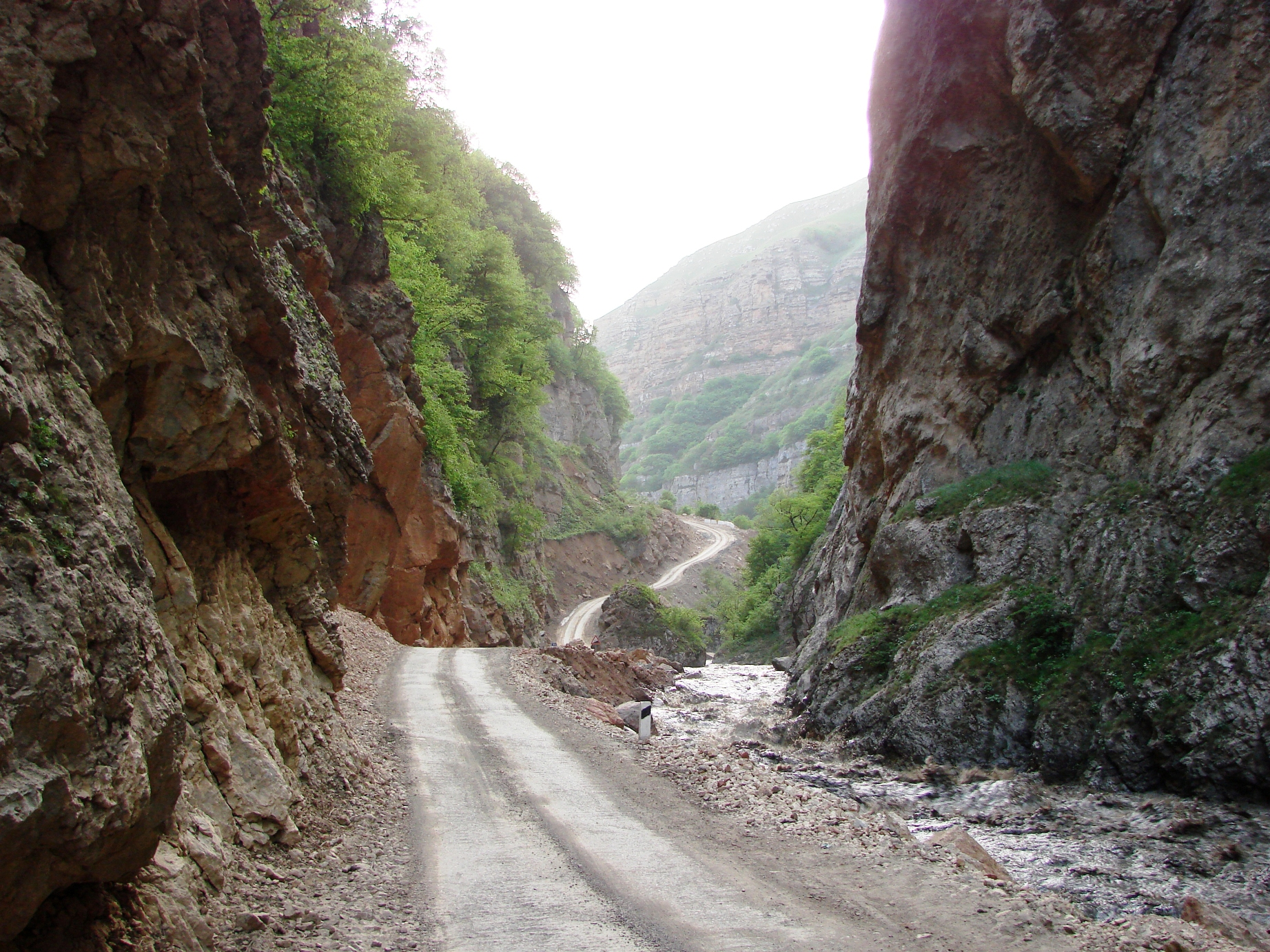
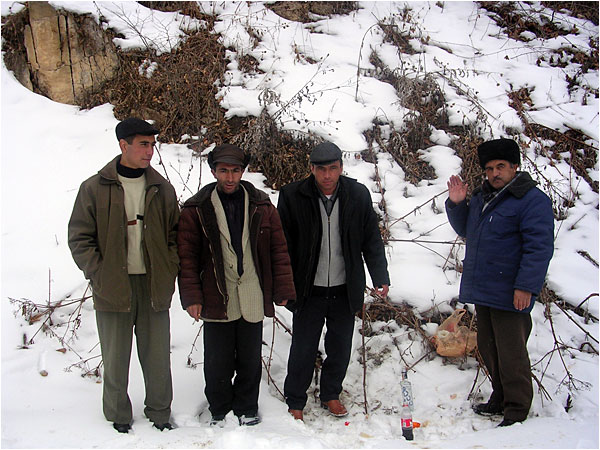
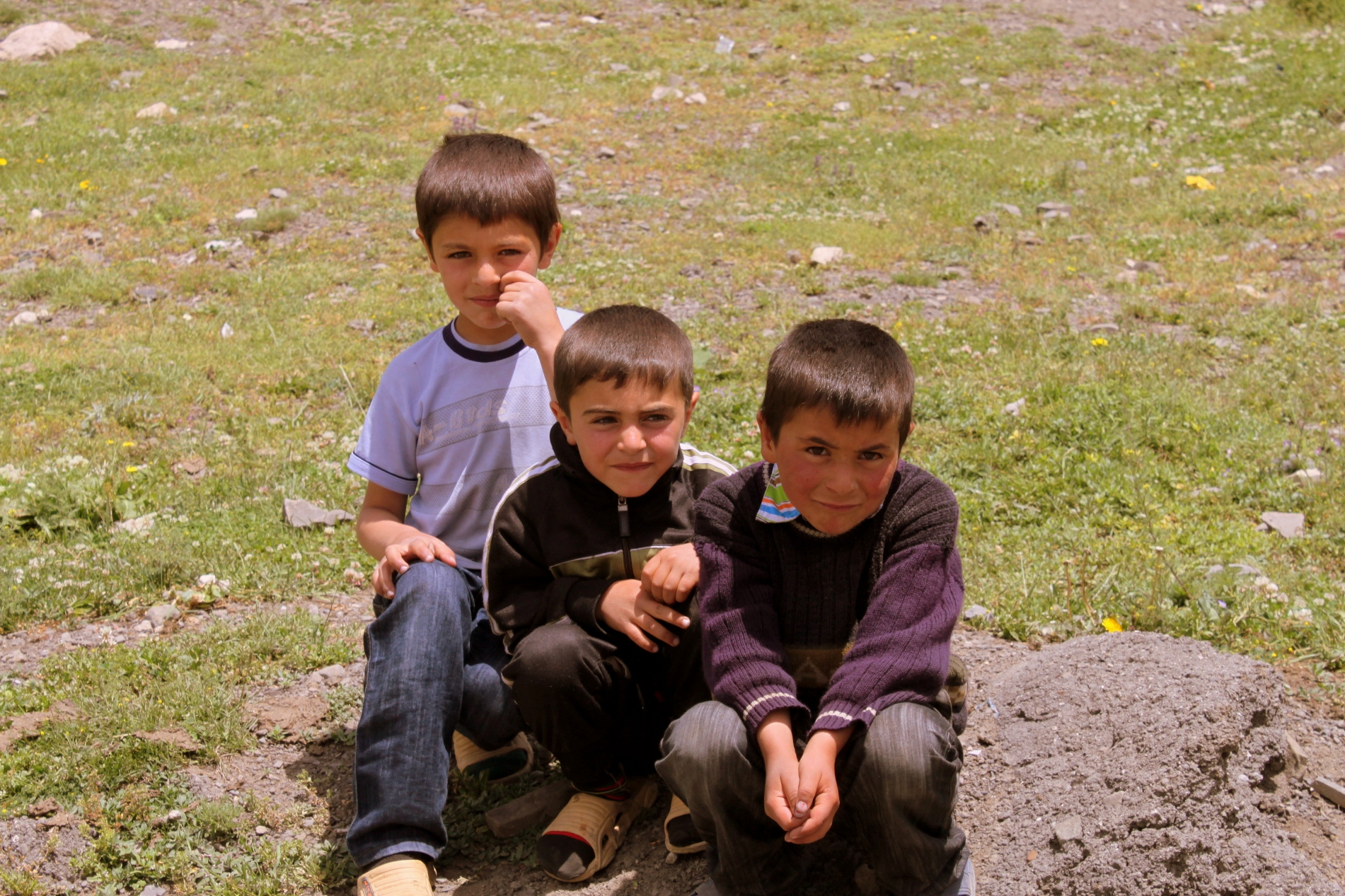
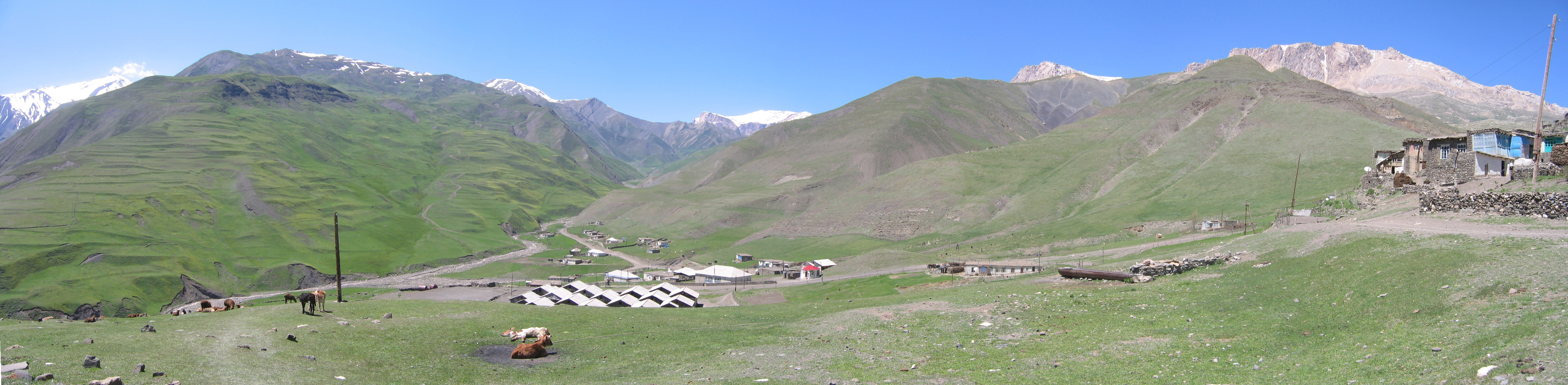
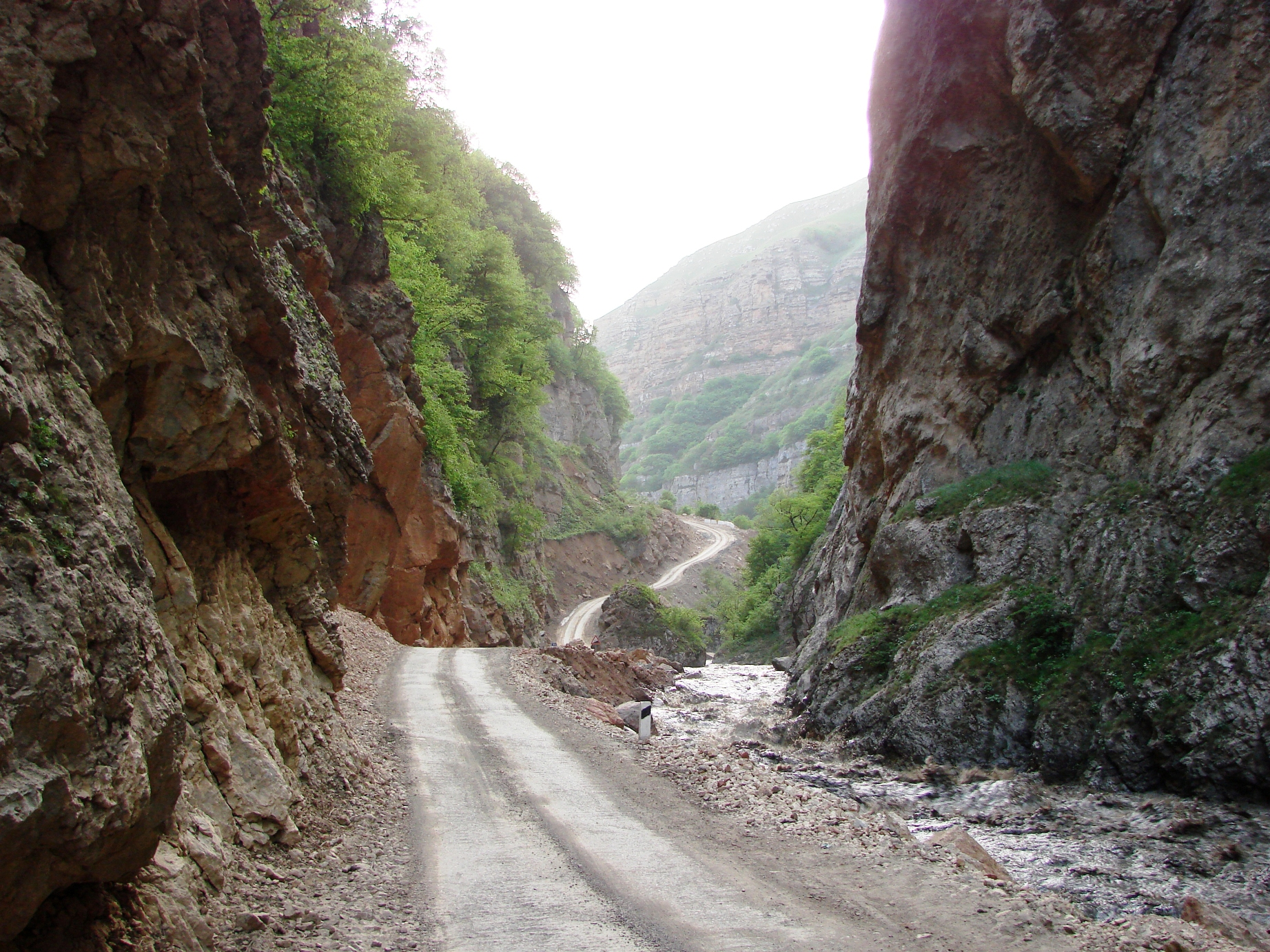
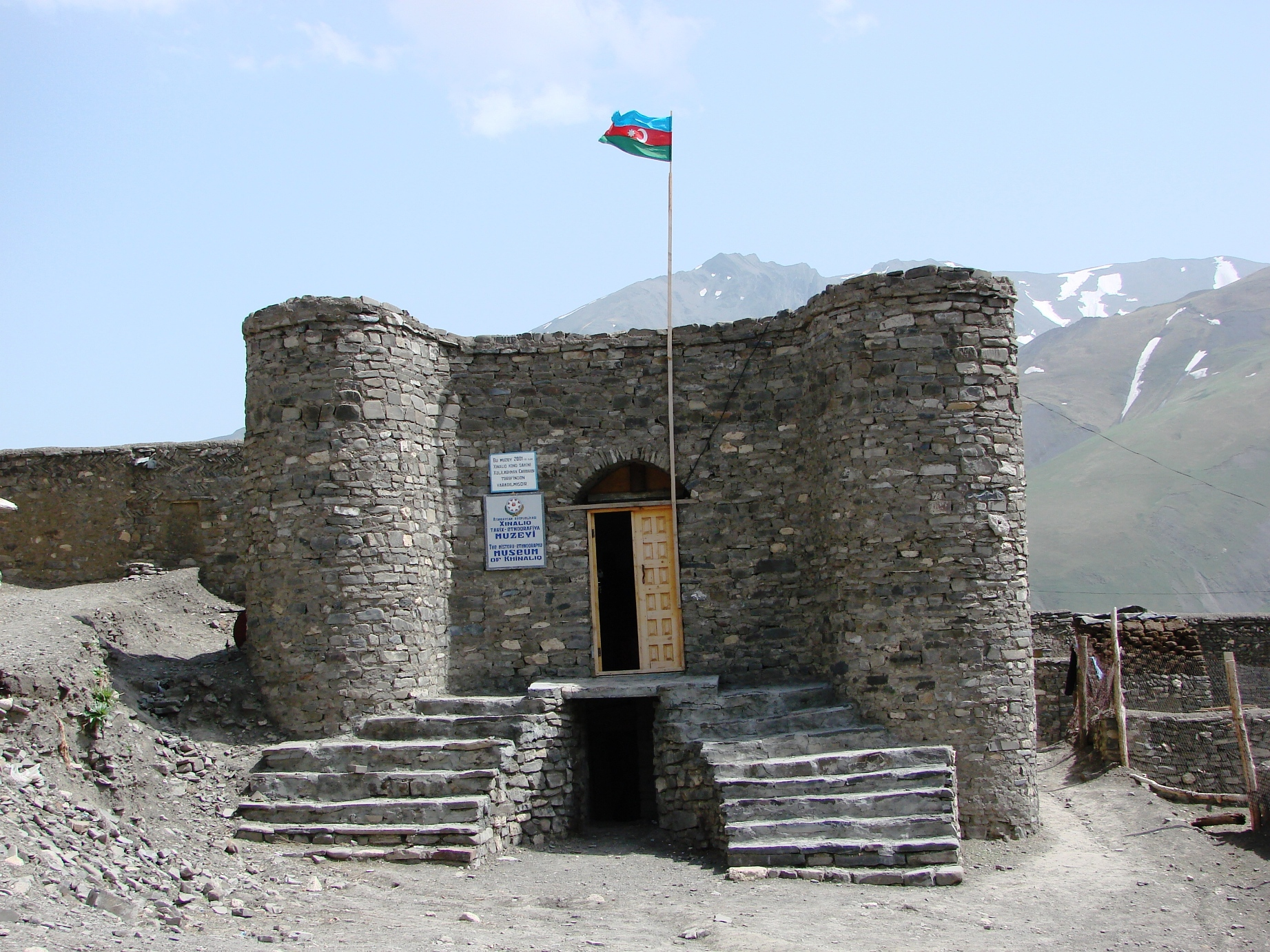
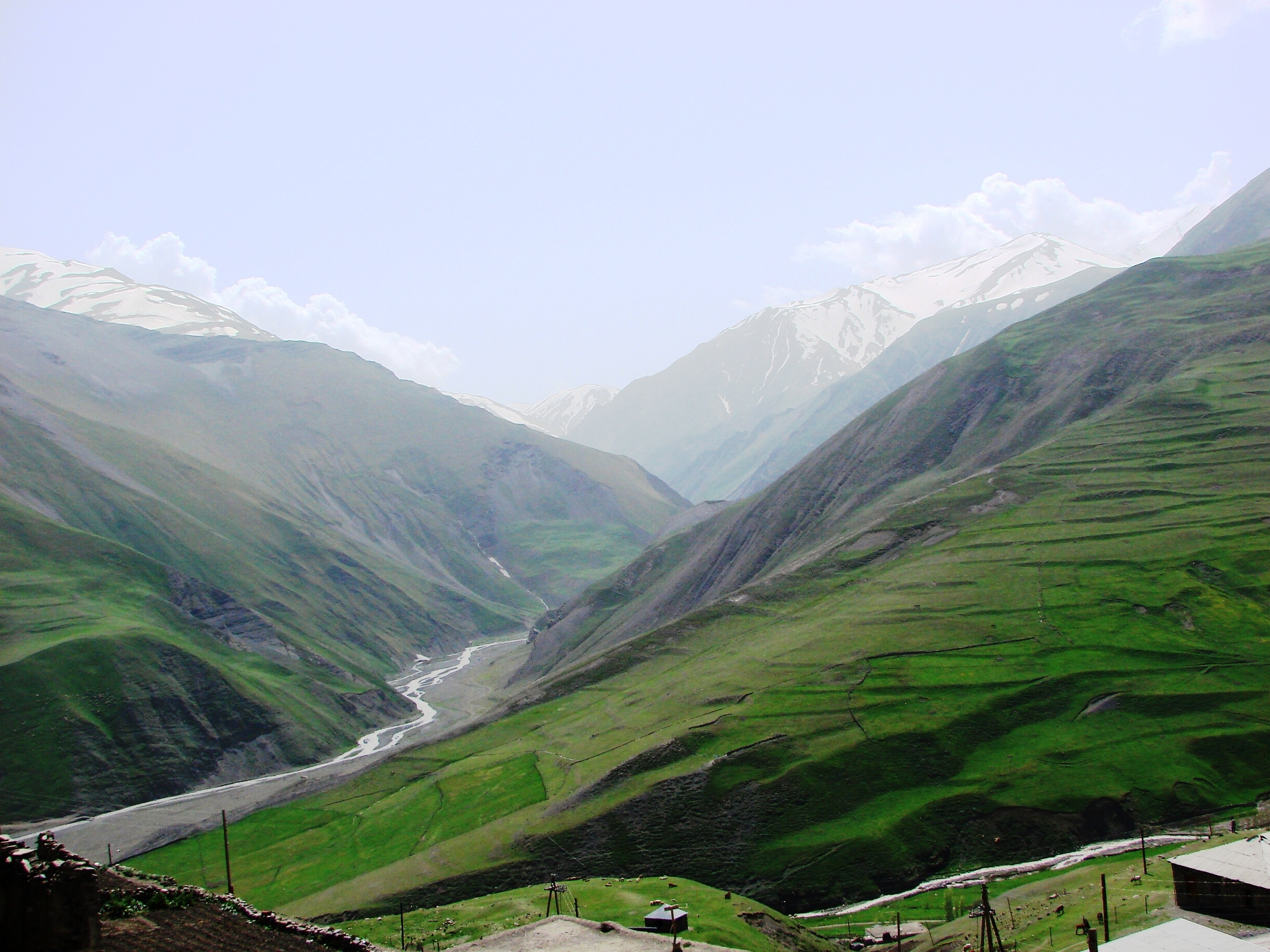
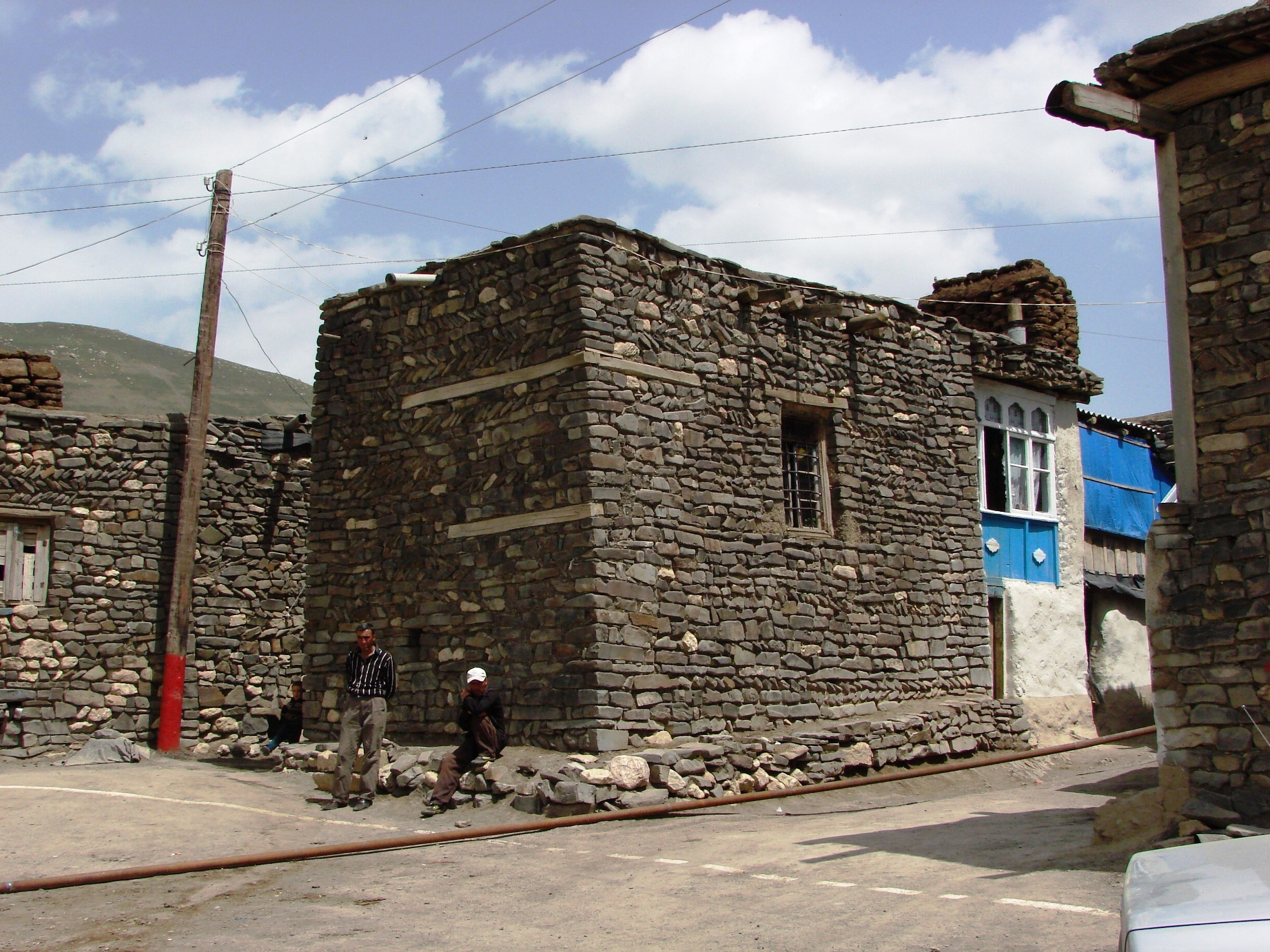